# UFC 10
UFC 10: The Tournament（ユーエフシー・テン：ザ・トーナメント）は、アメリカ合衆国の総合格闘技団体「UFC」の大会の一つ。1996年7月12日、アラバマ州バーミングハムのフェアグラウンズ・アリーナで開催された。

## 大会概要
本大会から、前大会（UFC 9）のワンマッチ制から再びトーナメント制へと移行した。
トーナメントでは、UFC初出場のマーク・コールマンがモティ・ホーレンスタイン、ゲーリー・グッドリッジ、ドン・フライを降し、トーナメント優勝を果たした。
バルセロナオリンピック出場のマーク・コールマンがUFCに初出場した。またアンドレ・ベルトの父親デュセル・バットがハイチ人として初めてUFCに出場した。
リッチ・ゴインズに替わりブルース・バッファーが初めてUFCでオクタゴンアナウンサーを務めた。

## 試合結果

### リザーブマッチ
第1試合 UFC 10トーナメント リザーブマッチ 15分1R
○  ジーザ・カーマン vs.  デュセル・バット ×
1R 5:57 TKO（レフェリーストップ：スタンドパンチ連打）
※カーマンがトーナメントリザーブ権獲得
第2試合 UFC 10トーナメント リザーブマッチ 15分1R
○  サム・アドキンス vs.  フェリックス・ミッチェル ×
1R終了 判定3-0
※アドキンスがトーナメントリザーブ権獲得

### トーナメント1回戦
第3試合 UFC 10トーナメント 1回戦 15分1R
○  ドン・フライ vs.  マーク・ホール ×
1R 10:21 TKO（レフェリーストップ：グラウンドパンチ）
※フライが準決勝進出
第4試合 UFC 10トーナメント 1回戦 15分1R
○  ブライアン・ジョンストン vs.  スコット・フィードラー ×
1R 2:25 ギブアップ（グラウンドパンチ）
※ジョンストンが準決勝進出
第5試合 UFC 10トーナメント 1回戦 15分1R
○  マーク・コールマン vs.  モティ・ホーレンスタイン ×
1R 2:43 ギブアップ（グラウンドパンチ）
※コールマンが準決勝進出
第6試合 UFC 10トーナメント 1回戦 15分1R
○  ゲーリー・グッドリッジ vs.  ジョン・キャンペテーラ ×
1R 1:28 KO（マウントパンチ）
※グッドリッジが準決勝進出

### トーナメント準決勝
第7試合 UFC 10トーナメント 準決勝 15分1R
○  ドン・フライ vs.  ブライアン・ジョンストン ×
1R 4:37 ギブアップ（グラウンドの肘打ち）
※フライが決勝進出
第8試合 UFC 10トーナメント 準決勝 15分1R
○  マーク・コールマン vs.  ゲーリー・グッドリッジ ×
1R 7:00 ギブアップ（疲労）
※コールマンが決勝進出

### トーナメント決勝戦
第9試合 UFC 10トーナメント 決勝戦 15分1R
○  マーク・コールマン vs.  ドン・フライ ×
1R 11:34 TKO（レフェリーストップ：頭突き）
※コールマンがトーナメント優勝